# Redifuzare
În Statele Unite ale Americii, redifuzarea sau sindicalizarea (în engleză Broadcast syndication) este o practică de închiriere a dreptului de a difuza emisiuni de televiziune și programe radio către mai multe posturi de televiziune și posturi de radio, fără a trece printr-o rețea de difuzare. Este o practică obișnuită în Statele Unite, unde programele de difuzare sunt programate de rețele de televiziune cu posturi afiliate locale independente. Redifuzarea este mai puțin răspândită în restul lumii, deoarece majoritatea țărilor au rețele sau posturi de televiziune centralizate fără afiliați locali. Programele pot fi redifuzate la nivel internațional prin această practică, deși acest lucru este mai puțin obișnuit.
O companie de producție de televiziune își face de obicei programele pe baza unui contract anterior cu o rețea, care își rezervă exclusiv drepturile de difuzare. Cu toate acestea, odată ce primul contract s-a terminat, compania de producție poate semna contracte de redifuzare, în care acordă licențe altor rețele de televiziune pentru a difuza reluări ale episoadelor, pentru a obține noi venituri economice. Acest lucru a permis popularizarea la nivel mondial a multor serii celebre create inițial pentru o piață foarte specifică, cum ar fi posturile de televiziune prin cablu americane.